# 簡·伯恩交流道
簡·伯恩交流道（Jane Byrne Interchange，2014年前名為Circle Interchange）是位於美國伊利诺伊州芝加哥市卢普区附近的一個高速公路交流道。該交流道於2014年8月29日更名。該交流道建於1950年代后期至1960年代。後來該交流道時常出現交通擁堵的狀況。

## 历史
該交流道原名国会交流道（Congress Interchange），1964年更名為环形交流道（Circle Interchange）。
由于該交流道經常出現交通擁堵的狀況，2008年5月，大众机械杂志将交流道列为美國必須立即改進的十項基礎設施之一。 

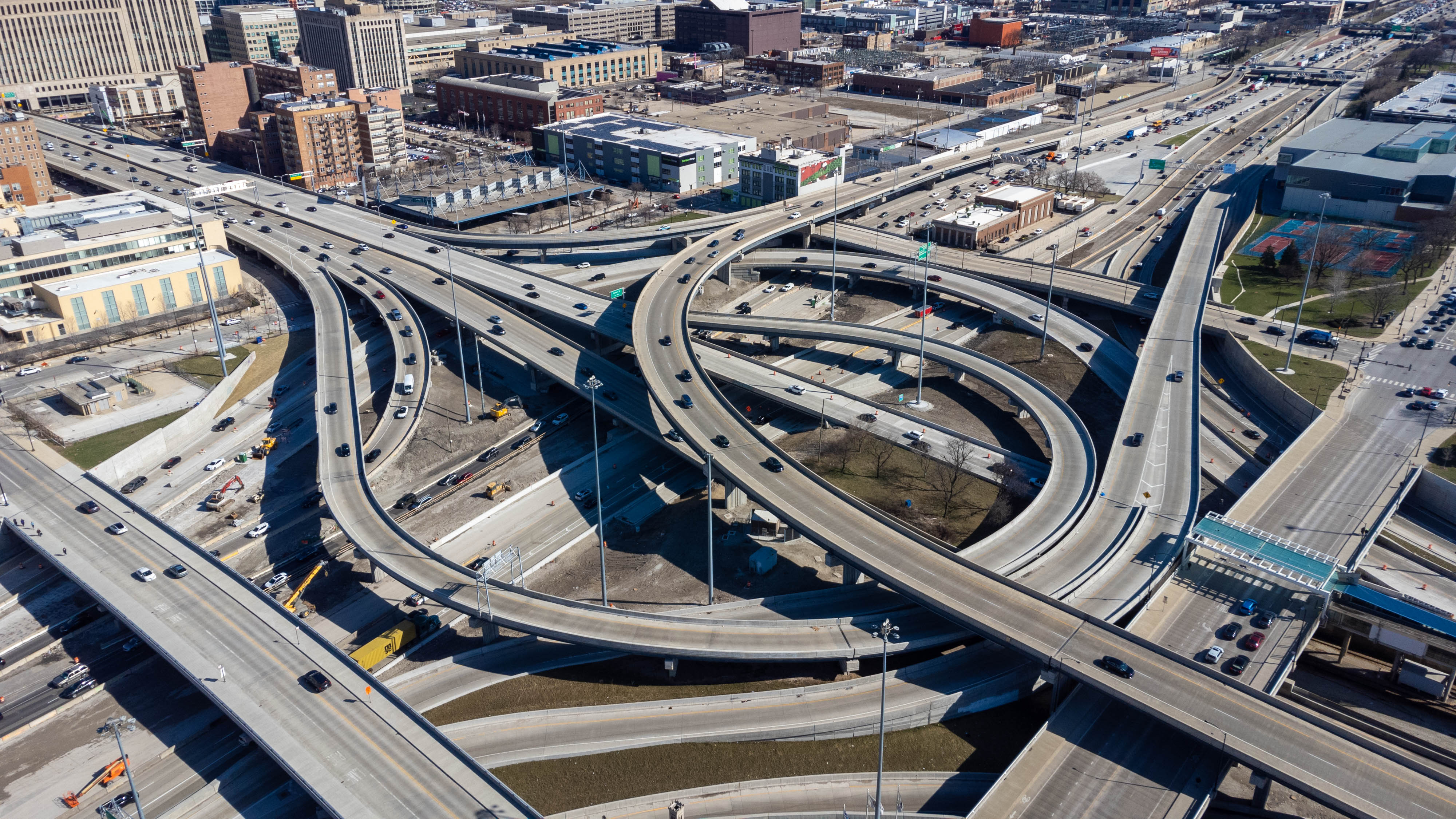
改造后的交流道

2012年8月，伊利诺伊州交通局打算改造這一交流道。2013年底，改造工程正式开始。 2014年8月29日，交流道更名为簡·伯恩交流道，名字來自前芝加哥市长簡·伯恩。